# Classe D'Estrées
La classe D'Estrées est la dernière classe de croiseurs protégés construite par la marine française à la fin du XIXe siècle.

## Les unités de la classe
| Nom       | Lancement       | Chantier naval                            | Fin de carrière                       | Photo |
| --------- | --------------- | ----------------------------------------- | ------------------------------------- | ----- |
| D'Estrées | 27 octobre 1897 | Arsenal de Rochefort                      | retiré le 27 octobre 1922             |       |
| Infernet  | Octobre 1899    | Forges et chantiers de la Gironde Lormont | rayé le 22 novembre 1910 (échouement) |       |